# بين هيل
بين هيل (بالإنجليزية: Ben Hill)‏ هو دراج أسترالي، ولد في 5 فبراير 1990 في سكون ‏ في أستراليا.

## وصلات خارجية
- بين هيل على موقع الاتحاد الدولي للدراجات (الإنجليزية)
- بين هيل على موقع أرشيف الدراجات (الإنجليزية)
- بين هيل على موقع إحصائيات الدراجات الإحترافية (الإنجليزية)
- بين هيل على موقع نسبة الدراجات (الإنجليزية)